# Trusty (U-Boot)
HMS Trusty (Kennung: N45) war ein U-Boot der britischen Royal Navy im Zweiten Weltkrieg.

## Einsatzgeschichte
Die Trusty wurde anfangs im Mittelmeer eingesetzt, konnte hier aber keine Kampferfolge erringen. Am 4. Dezember 1941 griff die Trusty westlich von Zakynthos erfolglos ein italienisches Kriegsschiff mit Torpedos an. Wahrscheinlich handelte es sich um das Torpedoboot Orsa.
Kurz nach Ausbruch des Pazifikkrieges verlegte Trusty nach Asien. Am 4. Juni 1942 konnte die Trusty in der Straße von Malakka bei 7° 14′ N, 98° 6′ O den japanischen Frachter Toyohashi Maru (7031 BRT) torpedieren und versenken. Der Trusty gelang am 18. November 1942 vor Penang (Malaya) bei 6° 21′ N, 99° 5′ O die Torpedierung und Beschädigung des japanischen Truppentransporters Columbia Maru (5617 BRT).
Die Trusty überstand den Krieg. Das U-Boot wurde im Januar 1947 als Schrott verkauft und im Juli 1947 in Milford Haven (Wales) abgebrochen.

## Kommandanten
- Lt.Cdr. William Donald Aelian King (15. März 1941–April/Mai 1942)[3]
- Lt. Edward Francis Balston (April/Mai 1942–10. Oktober 1943)[4]
- Lt.Cdr. John Robert Garstin Harvey (10. November 1943–1. März 1944)[5]
- Lt. Michael Frederic Roberts Ainslie (1. März 1944–April 1944)[6]